# Zahnbewegung

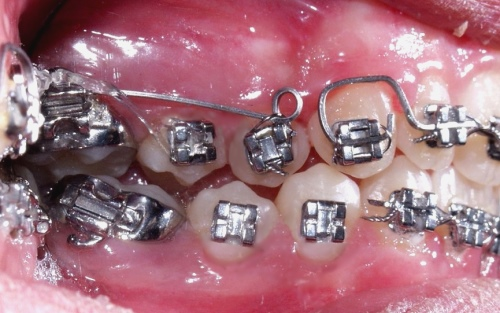
Zahnbewegung durch kierferorthopädische Apparatur

Zahnbewegungen können physiologisch, pathologisch und therapeutisch erfolgen. Physiologisch werden Zähne durch den Wangen- und Zungendruck in ihre Position bewegt. Pathologisch können Zähne durch Fremdeinwirkung (Stoß, Schlag) bewegt werden oder im Zusammenhang mit parodontologischen Erkrankungen als Zahnlockerung auftreten. Therapeutisch wird die Zahnbewegung im Rahmen einer kieferorthopädischen Behandlung genutzt, um Zahnfehlstellungen zu korrigieren (englisch Orthodontic tooth movement).

## Grundlagen der therapeutischen Zahnbewegung
Eine therapeutische Zahnbewegung kann aufgrund des vorhandenen Parodontalspalts erfolgen. Durch Druckapplikation und -elimination werden spezielle Stoffwechselprozesse im parodontalen Ligament ausgelöst. Prinzipiell findet eine Remodellation des Knochens durch Osteoklasten und Osteoblasten statt. Gesteuert wird dieser Vorgang durch komplexe Prozesse, welche Gegenstand zahlreicherer Studien und Forschungsbemühungen sind. Es werden eine Vielzahl von Zytokinen, Proteinen und Chemokinen diskutiert. Beispielsweise werden Osteoklasten und Prä-Osteoklasten durch verschiedene Signalpfade und Moleküle reguliert. Ein Schlüsselmodul zur Regulation ist ein Protein, das als Rezeptor-Aktivator für den Nuklearfaktor-kB-Liganden (RANK-Ligand) bezeichnet wird. Zum Ausgleich wird von den Osteoblasten  Osteoprotegerin abgesondert. Die Reaktion auf eine gewisse Krafteinwirkung ist sehr individuell und von zahlreichen Faktoren abhängig, beispielsweise Alter, Mundhygiene oder Rauchen.

## Phasen der Zahnbewegung
Die Zahnbewegung wird in drei Phasen eingeteilt:
1. Erste Phase: Phase der initialen Dämpfung. Diese dauert etwa ein bis drei Tage an und der Zahn wird initial ausgelenkt und die Blutzirkulation verändert sich.
2. Zweite Phase: Hyalinisation. Diese Phase dauert etwa 2–10 Wochen. Die Zahnbewegung reduziert sich bzw. kommt zum vollständigen Stillstand.
3. Dritte Phase: Resorption. Es handelt sich um eine direkte Knochenresorption. Die Zahnbewegung findet nun beschleunigt statt.

## Biologische Wirkungsgrade
Nach A. M. Schwarz unterscheidet man vier biologische Wirkungsgrade.
- Unterschwellige Kräfte: Führen zu keiner Zahnstellungsänderung
- Schwache, kurzwegige Druckkräfte: Bei 0,15–0,2 N/cm2 wird der Blutstrom in den Kapillaren nicht unterbunden.
- Mittelstarke Druckkräfte: Bei 0,2–0,5 N/cm2 wird der kapillare Blutdruck überschritten, aber das Gewebe wird nicht vollständig abgedrückt.
- Vierter biologischer Wirkungsgrad: Bei Kräften größer als 0,5 N/cm2 wird das parodontale Gewerbe abgedrückt, die Folgen sind häufig reparabel, allerdings können die Konsequenzen im Extremfall zum Zahnverlust führen.[3]

Für eine kontrollierte Zahnbewegung sollten daher Kräfte des zweiten biologischen Wirkungsgrades gewählt werden, sofern Kräfte des dritten Wirkungsgrades eingesetzt werden, sollten diese nicht länger als 8–12 Stunden einwirken.

## Befundung
Gekippte oder elongierte (scheinbar verlängerte) Zähne werden im Befundschema mit Pfeilen charakterisiert, die die Richtung der Kipping, Elongation oder Zahnwanderung angeben: → bzw. ←, ↑ bzw. ↓. Ein Lückenschluss wird durch zwei gegenläufige Klammern )( angezeigt. Ist der Lückenschluss durch Zahnwanderung entstanden, werden zusätzlich Pfeile vor und/oder nach den Klammern angegeben: → )( ← .
Im nachfolgenden Beispiel ist ein Lückenschluss durch Zahnbewegung der Prämolaren 14, 24, 34 und 44 nach kieferorthöpädisch notwendiger Extraktion eingezeichnet. Zwischen dem Zahn 18 und 16 erfolgte ein Lückenschluss bei fehlendem Zahn 17, indem der Zahn 18 durch Zahnwanderung nach mesial gewandert ist.
| oben rechts  | oben rechts  | oben rechts  | oben rechts  | oben rechts  | oben rechts  | oben rechts  | oben rechts  | oben links  | oben links  | oben links  | oben links  | oben links  | oben links  | oben links  | oben links  |                   |
| ------------ | ------------ | ------------ | ------------ | ------------ | ------------ | ------------ | ------------ | ----------- | ----------- | ----------- | ----------- | ----------- | ----------- | ----------- | ----------- | ----------------- |
|              | →)(          |              |              | )(           |              |              |              |             |             |             | )(          |             |             |             |             | Befund            |
| 18           | 17           | 16           | 15           | 14           | 13           | 12           | 11           | 21          | 22          | 23          | 24          | 25          | 26          | 27          | 28          | Zahn- bezeichnung |
| 48           | 47           | 46           | 45           | 44           | 43           | 42           | 41           | 31          | 32          | 33          | 34          | 35          | 36          | 37          | 38          | Zahn- bezeichnung |
|              |              |              |              | )(           |              |              |              |             |             |             | )(          |             |             |             |             | Befund            |
| unten rechts | unten rechts | unten rechts | unten rechts | unten rechts | unten rechts | unten rechts | unten rechts | unten links | unten links | unten links | unten links | unten links | unten links | unten links | unten links |                   |